# أناندا كوماراسوامي
أناندا كوماراسوامي (بالتاميلية: ஆனந்த குமாரசுவாமி)، (مواليد 22 أغسطس 1877 - توفي 9 سبتمبر 1947)، هو فيلسوف ومؤرخ فني ومتأمل فيما وراء الطبيعة سريلانكي. ويٌعد أحد مترجمي الثقافة الهندية إلى الغرب. يُعزى إليه الكثير من الفضل في التعريف بالفنون التقليدية الهندية في الغرب فكان مترجماً مبكراً للثقافة الهندية وعُرِف بتجلية الكثير من أبعادها الرمزية ومعانيها الميتافيزيقية ويعد من أهم رموز المدرسة التقليدية في الفلسفة. وصِفَ على وجه الخصوص بكونه «المُنظر المبتكر الذي كان له الفضل بشكل كبير بإدخال الفن الهندي القديم إلى الغرب».

## حياته
ولد أناندا كنتيش كوماراسوامي في كولومبو بجزيرة سيلان (سريلانكا الآن)، كان والده عضو الهيئة التشريعية التأملي السيلاني والفيلسوف السير موثو كوماراسوامي من عائلة بونامبالام كوماراسوامي، وزوجته الإنجليزية إليزابيث بيبي. توفي والده عندما كان عمر أناندا عامين، قضى أناندا كثيراً من طفولته وتعليمه في الخارج.
انتقل كوماراسوامي إلى إنجلترا في عام 1879 وذهب إلى كلية ويكليف، وهي مدرسة تحضيرية في سترود، جلوسيسترشاير، في سن الثانية عشرة. في عام 1900، تخرج من كلية جامعة لندن، حاز على شهادة في الجيولوجيا وعلم النبات. في 19 يونيو 1902، تزوج كوماراسوامي من إثيل ماري بارتريدج، وهي مصورة إنجليزية، سافرت للعيش معه إلى سيلان. استمر زواجهما حتى عام 1913. عمِل كوماراسوامي عملا ميدانياً بين عامي 1902 و1906، ما أكسبه الدكتوراه في العلوم لدراسته في علم المعادن السيلاني، وحفز على إنشاء مسح جيولوجي لسيلان (بدأ بالإشراف عليه).  تعاون هو وزوجته -أثناء وجودهما في سيلان- على (فن العصور الوسطى السنهالية)؛ إذ كتب كوماراسوامي النص وقدمت إثيل الصور. غذى عمله في سيلان مشاعر كوماراسوامي المكافِحة للتغريب. بعد طلاقهما، عادت بارتريدج إلى إنجلترا، حيث أصبحت نساجة مشهورة وتزوجت لاحقاً من الكاتب فيليب ميريت.
بحلول عام 1906، وجه كوماراسوامي مهمته نحو تثقيف الغرب حول الفن الهندي، وعاد إلى لندن مع مجموعة كبيرة من الصور، وبحث بنشاط عن فنانين لمحاولة التأثير عليهم. كان يعلم أنه لا يستطيع الاعتماد على أمناء المتاحف أو غيرهم من أعضاء المؤسسة الثقافية. كتب في عام 1908: «يبدو أن الصعوبة الرئيسة تكمن في أن الفن الهندي يجب أن يدرسه علماء الآثار -المؤهلون للحكم على أهمية الأعمال الفنية التي تُعتبَر فناً-، لكن للأسف لم يدرسه حتى الآن سوى الفنانين». قبل عام 1909، كان مُتطلعاً بشدة على جيكوب إبستين وإريك غيل، أهم اثنين من أوائل الحداثيين في المدينة، وسرعان ما بدأ كل منهما في دمج علم الجمال الهندي في عملهما. تمكن رؤية التماثيل الهجينة الغريبة المُنتَجة نتيجةً لجذور ما يعرف الآن باسم الحداثة البريطانية.
بعد ذلك التقى كوماراسوامي وتزوج من امرأة بريطانية تدعى أليس إثيل ريتشاردسون، وذهبا سوياً إلى الهند وبقيا في منزل عائم في سريناجار في كشمير. درس كوماراسوامي اللوحة الهندوسية بينما كانت زوجته تدرس الموسيقى الهندية مع عبد الرحيم من كابورتالا. عندما عادا إلى إنجلترا، أدت أليس أغنية هندية على المسرح باسمها الفني راتان ديفي. كانت أليس ناجحة وذهب كلاهما إلى الولايات المتحدة عندما قامت راتان ديفي بجولة موسيقية. أثناء وجودهما هناك، دُعي كوماراسوامي ليكون أول حارس للفن الهندي في متحف بوسطن للفنون الجميلة في عام 1917. رُزق الزوجان بطفلين، ابن يدعى نارادا، وابنة تدعى روهيني.
انفصل كوماراسوامي عن زوجته الثانية بعد وصولهما إلى أمريكا. وتزوج من الفنانة الأمريكية ستيلا بلوخ، التي تصغره بالسن 20 عاماً، في نوفمبر 1922، خلال العشرينيات كان كوماراسوامي وزوجته جزءاً من الأوساط الفنية البوهيمية في مدينة نيويورك، صادق كوماراسوامي ألفريد ستيجلتز والفنانين الذين عرضوا أعمالهم في معرض ستيغليتز. في الوقت نفسه، درس الأدب الديني السنسكريتي والبالي والأعمال الدينية الغربية. كتب كتالوجات لمتحف الفنون الجميلة ونشر كتابه تاريخ الفن الهندي والإندونيسي في عام 1927.
بعد طلاق الزوجين في عام 1930، بقيا صديقين. بعد ذلك بوقت قصير، في 18 نوفمبر 1930، تزوج كوماراسوامي من الأرجنتينية لويزا رنشتاين، التي تصغره 28 عاماً، كانت تعمل مُصورة مجتمع تحت الاسم المهني إكسلاتا لياميس. أنجبا ابناً، وكان الطفل الثالث لكوماراسوامي، وسمياه راما بونامبالام (1929-2006)، الذي أصبح طبيباً واعتنق في سن 22 الكنيسة الرومانية الكاثوليكية. باتباع المجمع الفاتيكاني الثاني، أصبح راما ناقداً للإصلاحات وكاتباً للأعمال التقليدية الكاثوليكية. عُينَ كاهناً كاثوليكياً رومانياً تقليدياً، على الرغم من حقيقة أنه كان متزوجاً ولديه زوجة تقيم معه. درس راما كوماراسوامي في إنجلترا، ثم في الهند، وتعلم الهندية والسنسكريتية. أصبح طبيباً نفسياً في الولايات المتحدة، وكان معارضاً للبابا يوحنا بولس الثاني، وكان مشابهاً كبيراً للأم تريزا من كلكتا.
في عام 1933 تغير لقب كوماراسوامي في متحف الفنون الجميلة من أمين لزميل في البحث في الفن الهندي والفارسي والإسلامي. عمل أميناً للمتحف في متحف الفنون الجميلة حتى وفاته في نيدهام بولاية ماساتشوستس، في عام 1947. خلال حياته المهنية الطويلة، كان له دور فعال في جلب الفن الشرقي إلى الغرب. في الواقع، في متحف الفنون الجميلة، بنى أول مجموعة كبيرة من الفن الهندي في الولايات المتحدة.  ساعد أيضاً في مجموعات الفن الفارسي في معرض فرير للفنون الجميلة في واشنطن العاصمة، ومتحف الفنون الجميلة.
بعد وفاة كوماراسوامي، عملت أرملته، دونا لويزا رنشتاين دليلاً ومرجعاً للطلاب لدراسة عمله.

## مساهماته
قدم كوماراسوامي مساهمات مهمة في فلسفة الفن والأدب والدين. في سيلان، طبق دروس ويليام موريس على ثقافة سيلان، بمساعدة زوجته إثيل أجرى دراسة مبتكرة عن الحرف والثقافة في سيلان. بينما في الهند، كان جزءاً من الدائرة الأدبية حول رابندراناث تاغور، وساهم في «حركة سواديشي» في مرحلة مبكرة من النضال من أجل استقلال الهند. في العشرينيات، قام باكتشافٍ رائدٍ في تاريخ الفن الهندي، وخاصة باكتشاف بعض الفروق بين لوحة الهندوس والمغول، ونشر كتابه (اللوحة الهندوسية). في الوقت نفسه، جمع مجموعة لا مثيل لها من لوحات الهندوس والمغول التي اصطحبها معه إلى متحف الفنون الجميلة في بوسطن، عندما التحق بفريق الأمناء في عام 1917. خلال عام 1932، من قاعدته في بوسطن، أنتج نوعين من المطبوعات: منحة دراسية رائعة في مجاله الفني، ومقدمات رائعة للفن والثقافة الهندية والآسيوية تجسدها رقصة شيفا، وهي مجموعة من المقالات التي ما تزال قيد الطباعة حتى يومنا هذا. تأثر كثيراً برينيه غيون، وأصبح أحد مؤسسي المدرسة التقليدية. تدور كتبه ومقالاته حول الفن والثقافة، والرمزية والميتافيزيقيا، والكتاب المقدس والفولكلور والأسطورة، وغيرها من الموضوعات، تثقيفاً رائعاً للقراء الذين يقبلون صعوبات وجهة نظره عبر الثقافات والإصرار على ربط كل نقطة بإعادتها إلى مصادرها في التقاليد المتعددة. قال ذات مرة: «أنا فعلياً أفكر من الناحيتين الشرقية والمسيحية اليونانية واللاتينية والسنسكريتية والباليّة وإلى حد ما الفارسية والصينية». إلى جانب الكتابات العميقة غير المتكررة في هذه الفترة، كان مسروراً أيضاً بالكتابات الجدلية -التي أُنشئت لجمهور كبير- مقالات مثل «لماذا تعرَض الأعمال الفنية؟» (1943).
في كتابه «مجتمع المعلومات: المقدمة»، أعطى أرماند ماتيلارت التقدير لكوماراسوامي؛ لأنه صاغ مصطلح «ما بعد الصناعة» في عام 1913.

## روابط خارجية
- أناندا كوماراسوامي على موقع الموسوعة البريطانية (الإنجليزية)